# Fezeka Kuzwayo
Fezeka Ntsukela Kuzwayo (1974 – Durban, 9 oktober 2016)  - schuilnaam Khwezi - was een Zuid-Afrikaanse aidsactiviste. Zij kreeg in 2007 politiek asiel in Nederland.
Kuzwayo was de dochter van Judson Kuzwayo, een ANC-lid dat van 1963 tot 1973 op Robbeneiland gevangen zat. Zij groeide op in ballingschap, onder meer in Zambia. Haar vader kwam in 1985 om het leven bij een auto-ongeluk. Uit deze tijd stammen haar eerste contacten met Jacob Zuma, de latere vicepresident van Zuid-Afrika. Zij beschouwde Zuma als haar tweede vader. Na het einde van het apartheidsbewind in 1990 ging zij naar Zuid-Afrika.
In 1999 kwam Kuzwayo te weten dat zij hiv-besmet was. Hierna werd ze actief als aidsactiviste. In november 2005 werd Kuzwayo volgens eigen zeggen verkracht door Jacob Zuma. Op 6 december 2005 klaagde ze Zuma aan. Tijdens de rechtszaak verklaarde Zuma dat hij seks had gehad met Kuzwayo, maar dat de gemeenschap met wederzijds goedvinden had plaatsgevonden. Om de kans op aidsbesmetting te verkleinen had hij volgens zijn verklaring nadien een douche genomen. Deze uitspraak werd door een deel van de Zuid-Afrikaanse pers niet serieus genomen: zo beeldt tekenaar Zapiro sindsdien Zuma uit met een douchekop boven zijn hoofd. Op 8 mei 2006 werd Zuma vrijgesproken wegens gebrek aan bewijs. De rechter achtte de aantijgingen van Kuzwayo niet boven alle twijfel verheven. Bovendien oordeelde de rechter dat de seksuele gemeenschap met goedvinden had plaatsgevonden. Kuzwayo werd na haar aanklacht dermate zwaar bedreigd door Zuma-aanhangers dat zij Zuid-Afrika ontvluchtte en in augustus 2006 in Nederland politiek asiel aanvroeg. Dit werd haar en haar moeder in juli 2007 verleend. Kuzwayo keerde in 2011 in stilte terug naar Zuid-Afrika, waar ze op 9 oktober 2016 overleed.